# 蔡克勤
蔡克勤（1942年—），汉族，中华人民共和国政治人物，中国地质大学（北京）原副校长，九三学社社员，第九、十、十一届全国政协委员。
2008年，当选第十一届全国政协委员，代表教育界，分入第四十二组。